# Gesetz zur Abmilderung der Folgen der COVID-19-Pandemie im Zivil-, Insolvenz- und Strafverfahrensrecht
Das Gesetz zur Abmilderung der Folgen der COVID-19-Pandemie im Zivil-, Insolvenz- und Strafverfahrensrecht wurde als besonders eilbedürftig vom Gesetzgeber verabschiedet. Es handelt sich um ein Mantelgesetz, das vorübergehend wegen der COVID-19-Pandemie in Deutschland besondere Regelungen für verschiedene Bereiche des Privat- und des Wirtschaftslebens enthält.

## Gliederung
Das Mantelgesetz ist in sechs Artikel gegliedert:

### Artikel 2 Gesetz über Maßnahmen im Gesellschafts-, Genossenschafts-, Vereins-, Stiftungs- und Wohnungseigentumsrecht zur Bekämpfung der Auswirkungen der COVID-19-Pandemie
Um die betroffenen Unternehmen verschiedener Rechtsformen in die Lage zu versetzen, auch bei weiterhin bestehenden Beschränkungen der Versammlungsmöglichkeiten erforderliche Beschlüsse zu fassen und handlungsfähig zu bleiben, werden mit dem Gesetz über Maßnahmen im Gesellschafts-, Genossenschafts-, Vereins-, Stiftungs- und Wohnungseigentumsrecht zur Bekämpfung der Auswirkungen der COVID-19-Pandemie vom 27. März 2020 vorübergehend Erleichterungen für die Durchführung von Hauptversammlungen der Aktiengesellschaft (AG), der Kommanditgesellschaft auf Aktien (KGaA), des Versicherungsvereins a. G. (VVaG) und der Europäischen Gesellschaft (SE) sowie für Gesellschafterversammlungen der Gesellschaft mit beschränkter Haftung (GmbH), von General- und Vertreterversammlungen der Genossenschaft sowie von Mitgliederversammlungen von Vereinen geschaffen.
Hervorzuheben ist die Möglichkeit, Hauptversammlungen der Aktiengesellschaften, insbesondere der Publikumsgesellschaften, ohne die physische Anwesenheit der Aktionäre oder ihrer Bevollmächtigten abzuhalten (virtuelle Hauptversammlung). Dies ist ein Novum im deutschen Aktienrecht.
Flankiert wird diese Maßnahme durch eine erheblich eingeschränkte Fragemöglichkeit der Aktionäre im Wege elektronischer Kommunikation und eine Möglichkeit Widerspruch zu Protokoll ebenfalls im Wege elektronischer Kommunikation zu erklären. Die Regelung ist begrenzt auf Hauptversammlungen, die im Jahr 2020 abgehalten werden.

### Artikel 3 Änderung des Einführungsgesetzes zur Strafprozessordnung
In § 10 Einführungsgesetz zur Strafprozessordnung (EGStPO) wird ein zusätzlicher Hemmungstatbestand für die Unterbrechungsfrist einer strafgerichtlichen Hauptverhandlung eingefügt, wenn diese aufgrund von Maßnahmen zur Vermeidung der Verbreitung der COVID-19-Pandemie nicht durchgeführt werden kann.

### Artikel 4 Weitere Änderung des Einführungsgesetzes zur Strafprozessordnung zum 27. März 2022
Die Geltungsdauer des § 10 EGStPO n.F. ist auf zwei Jahre befristet bis zum 27. März 2022. Die ursprüngliche Befristung auf ein Jahr wurde durch den Artikel 11 des Kostenrechtsänderungsgesetzes 2021 auf zwei Jahre verlängert (BGBl. I S. 3229).

### Artikel 5 Änderung des Einführungsgesetzes zum Bürgerlichen Gesetzbuche
In Art. 240 des Einführungsgesetzes zum Bürgerlichen Gesetzbuche (EGBGB) n. F. werden zeitlich befristet besondere Regelungen für Verbraucher, Miet- und Pachtverhältnisse sowie Verbraucherdarlehensverträge eingeführt. Schuldner, die wegen der COVID-19-Pandemie ihre vertraglichen Zahlungspflichten nicht erfüllen können, sind berechtigt, ihre Leistung einstweilen zu verweigern, ohne dass hieran für sie nachteilige rechtliche Folgen wie eine Vertragskündigung wegen Zahlungsverzugs geknüpft werden. Nach dem Willen des Gesetzgebers ist das Tatbestandsmerkmal des „Beruhens“ jedoch großzügig auszulegen.  Mieten und Pachtzahlungen bleiben allerdings fällig, nur das Recht zur Kündigung entfällt, wenn das Nichtzahlen auf den Auswirkungen der COVID-19-Pandemie beruht (Art. 240 § 2 EGBGB: „trotz Fälligkeit“). Vermieter sollen daher auf die Kaution zurückgreifen können. Im Vordergrund der coronabedingten Änderungen des allgemeinen Zivilrechts steht der Schutz des Verbrauchers, wobei Unternehmen, Vermieter und Banken stärker belastet werden, weil der Gesetzgeber davon ausgeht, sie kämen mit den Folgen der COVID-19-Pandemie besser zurecht. Art. 240 EGBGB n.F. wird daher auch als „Ausdruck von sozialstaatlicher Solidarität“ gewertet.

### Artikel 6 Inkrafttreten, Außerkrafttreten
Art. 6 regelt für die einzelnen Gesetzesänderungen jeweils eine eigene Geltungsdauer. Art. 1 tritt mit Wirkung vom 1. März 2020 in Kraft. Art. 2 tritt am 28. März 2020 in Kraft und tritt mit Ablauf des 31. August 2022 außer Kraft. Art. 3 tritt ebenfalls am 28. März 2020 in Kraft und am 27. März 2021 wieder außer Kraft. Art. 5 tritt am 1. April 2020 in Kraft, Art. 240 EGBGB tritt am 30. September 2022 wieder außer Kraft.